# Sicyopterus
Il Sicyopterus è un genere di pesci, appartenente alla famiglia delle Gobiidae.
Ad esso appartengono, fra le altre, le specie:
- Sicyopterus franouxi
- Sicyopterus halei  (red-tailed goby)
- Sicyopterus punctissimus
- Sicyopterus stimpsoni  (nopoli rockclimbing goby)